# Thibaudia nutans
Espèce
Synonymes
- Thibaudia ulei

Thibaudia nutans est une espèce de plante à fleurs de la famille des Ericaceae originaire d'Amérique.